# Donacia vulgaris
Donacia vulgaris là một loài bọ cánh cứng trong họ Chrysomelidae. Loài này được Zschach miêu tả khoa học năm 1788.

## Hình ảnh

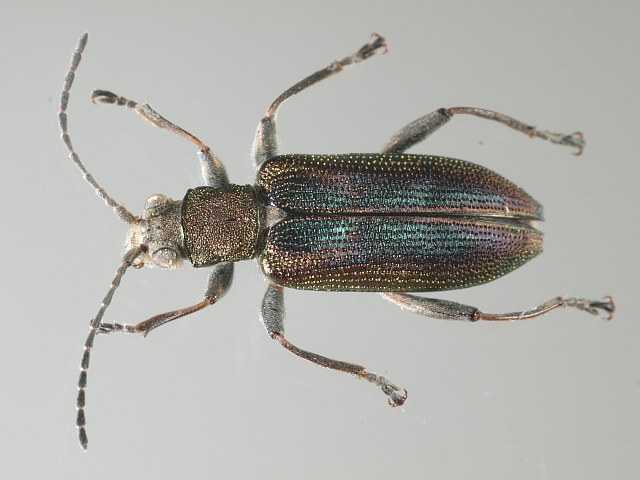
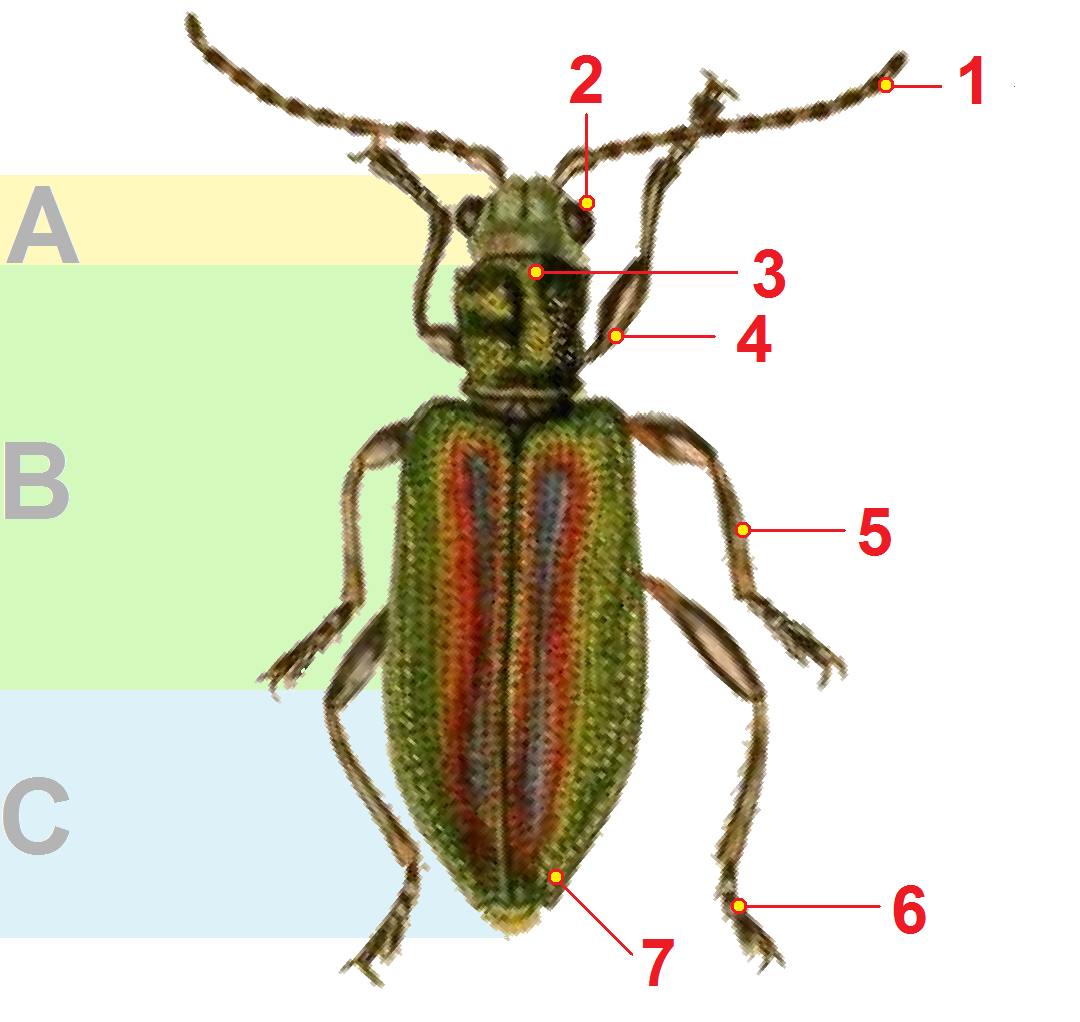